# HK 510/511/512
 (juillet 2025).

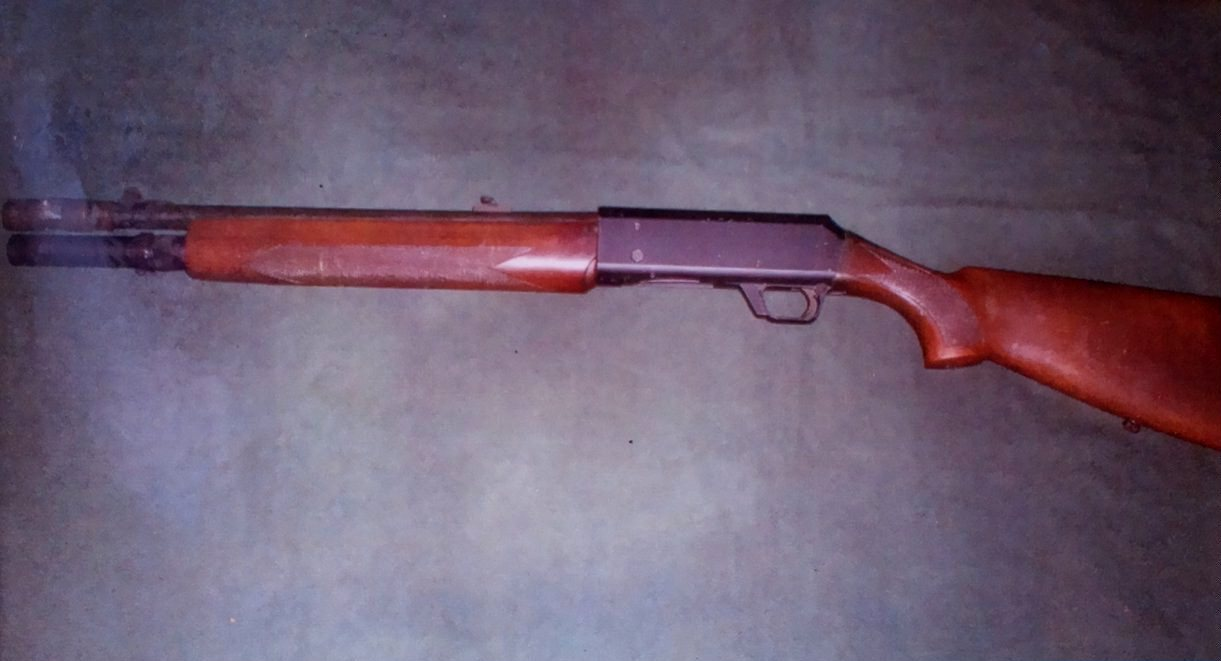
Un HK 512 avec magasin rallongé.

La gamme de fusils de police HK510/511/512 constitue une variante du Franchi 510. Elle fut largement concurrencée par le Benelli 121 M1 sur le marché des groupes d'intervention.

## Présentation
Cette arme d'épaule semi-automatique, munie d'un magasin tubulaire était fabriquée par Luigi Franchi (Italie) selon un cahier des charges de la firme Heckler & Koch (République Fédérale d'Allemagne) qui le commercialisa des années 1980 aux années 1990 en Allemagne, en Autriche et aux États-Unis. Le HK512 possédait une crosse et un fût en bois. Sa visée était réglable.

## Données technique du HK 512 (valable pour les 510/511)
- Munition : calibre 12
- Capacité : 7 coups
- Canon : 46,3 cm
- Encombrement (longueur totale/masse à vide) : 1,02 m / 3,1 kg

## Emploi  commearme de policeou decommando
Les HK série 510 équipent les Spezialeinsatzkommandos et le GSG 9 allemands, mais aussi quelques-uns de leurs équivalents étrangers, notamment :
- Autriche : EKO Cobra (groupe d'intervention de la police fédérale autrichienne)
- Espagne : Grupo Especial de Operaciones (groupe d'intervention du Corps national de police d'Espagne)
- Inde : National Security Guard (en)
- Indonésie : Kopaka

## Sources
Cette notice est issue de la lecture des revues spécialisées de langue française suivantes :
- Raids [Laquelle ?]
- Gazette des armes [Laquelle ?]